# Lidija Riezcowa
Lidija Aleksiejewna Riezcowa (ros. Лидия Алексеевна Резцова, zm. 17 lipca 1995) – radziecka animatorka filmów animowanych.

## Wybrana filmografia
- 1939: Limpopo
- 1944: Telefon
- 1947: Wesoły ogródek
- 1947: Konik Garbusek
- 1948: Szara szyjka
- 1948: Noc noworoczna
- 1949: Obcy głos
- 1949: Koncert Zosi
- 1949: Wiosenna bajka
- 1950: Jak lisica budowała kurnik
- 1950: Żółty bocian
- 1950: Czarodziejski skarb
- 1950: Gdy na choinkach zapalają się ognie
- 1951: Opowieść z tajgi
- 1951: Bajka o królewnie i siedmiu rycerzach
- 1951: Serce śmiałka
- 1951: Noc wigilijna
- 1952: Śnieżynka
- 1952: Sarmiko
- 1953: Koncert w lesie
- 1953: Magiczne zabawki
- 1953: Nieposłuszny kotek
- 1953: Bracia Lu
- 1953: O dzielnej Oleńce i jej braciszku
- 1953: Farbowany lis
- 1954: Kozioł-muzykant
- 1954: Słomiany byczek
- 1954: Skarb jeżyka
- 1954: Wszystkie drogi prowadzą do bajki
- 1954: W leśnej gęstwinie
- 1955: Co to za ptak?
- 1955: Dzielny zając
- 1957: Wilk i siedem kózek
- 1957: Królowa Śniegu
- 1957: W pewnym królestwie
- 1960: O wozie, co każde koło miał inne
- 1962: Dzikie łabędzie
- 1963: Udziałowiec
- 1964: Kogut i farby